# كأس بلغاريا 1989–90
كأس بلغاريا 1989–90 (بالبلغارية: Купа на Народна република България 1989/90)‏ هو موسم من كأس بلغاريا. أشرف على تنظيمه اتحاد بلغاريا لكرة القدم، وفاز فيه او في سي سليفن 2000.